# مارك برنهارد
مارك برنهارد هو شخصية أعمال وسياسي ألماني، ولد في 5 فبراير 1972 في رويتلينغن في ألمانيا. نشط حزبياً في البديل من أجل ألمانيا (2013 – 2013) والاتحاد الديمقراطي المسيحي. وقد انتخب ممثل الجمعية البرلمانية لمجلس أوروبا ‏ لترشحه ضمن قائمة ألمانيا، (22 يناير 2018 – ) وفي الانتخابات الفيدرالية الألمانية 2017، انتخب عضو في البوندستاغ الألماني عن دائرة Karlsruhe-Stadt (electoral district) ‏ وقد انضم خلال البوندستاغ الألماني التاسع عشر (24 أكتوبر 2017 – ) للكتلة البرلمانية جماعة حزب البديل من أجل ألمانيا في البوندستاغ ‏.